# Atlapetes canigenis
Tico-tico-de-cuzco ou tico-tico-de-cusco (Atlapetes canigenis) é uma espécie de ave da família Fringillidae.
É endémica de Peru.